# Pfennigbrücke (Celle)

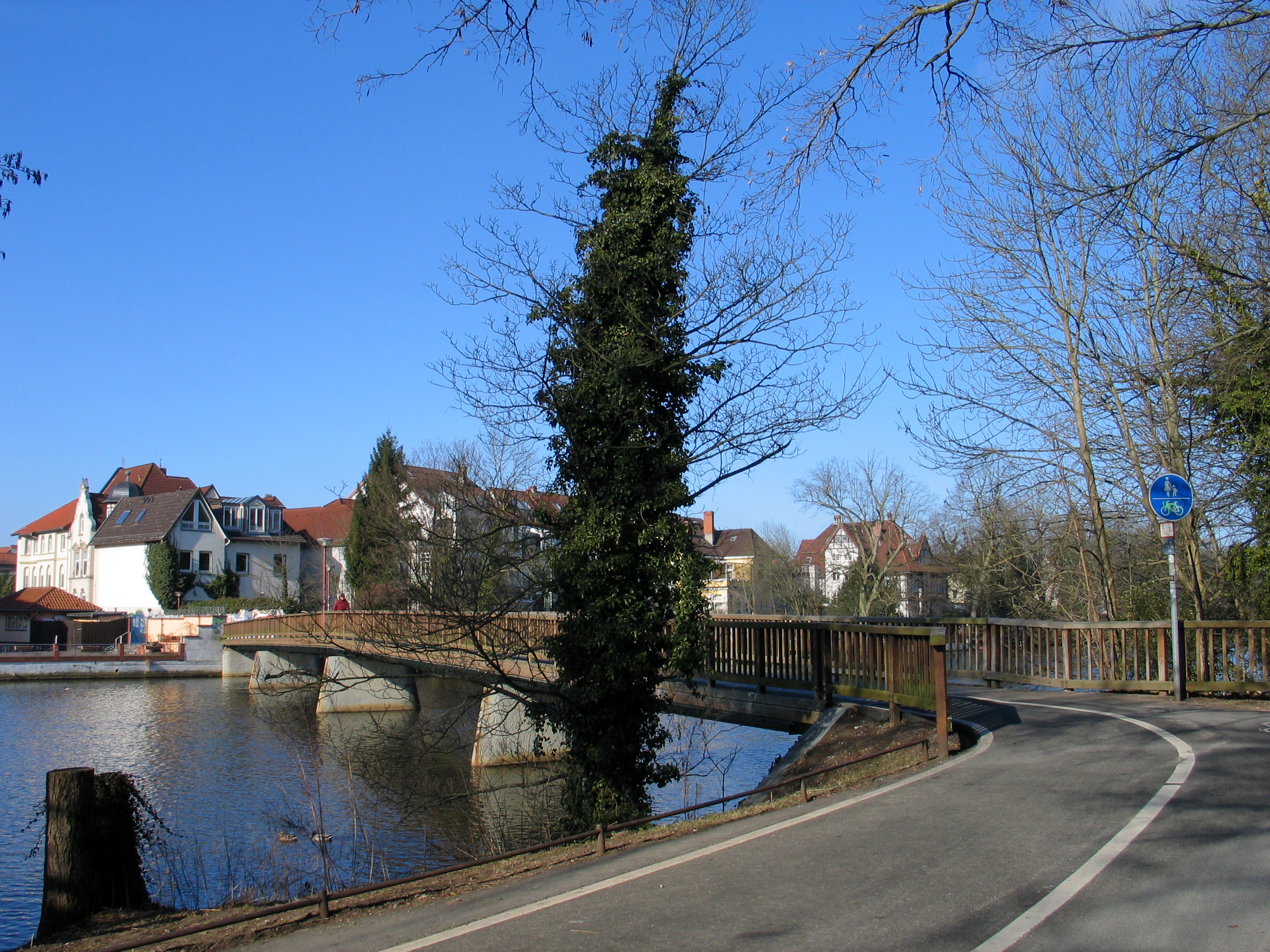
Die Pfennigbrücke, gesehen vom Ufer der Dammaschwiese in Hehlentor mit Blick über die Aller in Richtung der Häusergruppe Fritzenwiese in Blumlage/Altstadt

Die Pfennigbrücke in Celle ist eine vielfrequentierte Fußgänger- und Radfahrerbrücke über die Aller. Sie gilt als „[...] Ein- und Ausgang zur Innenstadt“ und verbindet die Ortsteile Blumlage/Altstadt an der Häuserzeile Fritzenwiese mit dem Ortsteil Hehlentor. Die Brücke ist Zielpunkt des seit 1966 von der Deutschen Lebens-Rettungs-Gesellschaft veranstalteten Aller-Winterfackelschwimmens.

## Geschichte

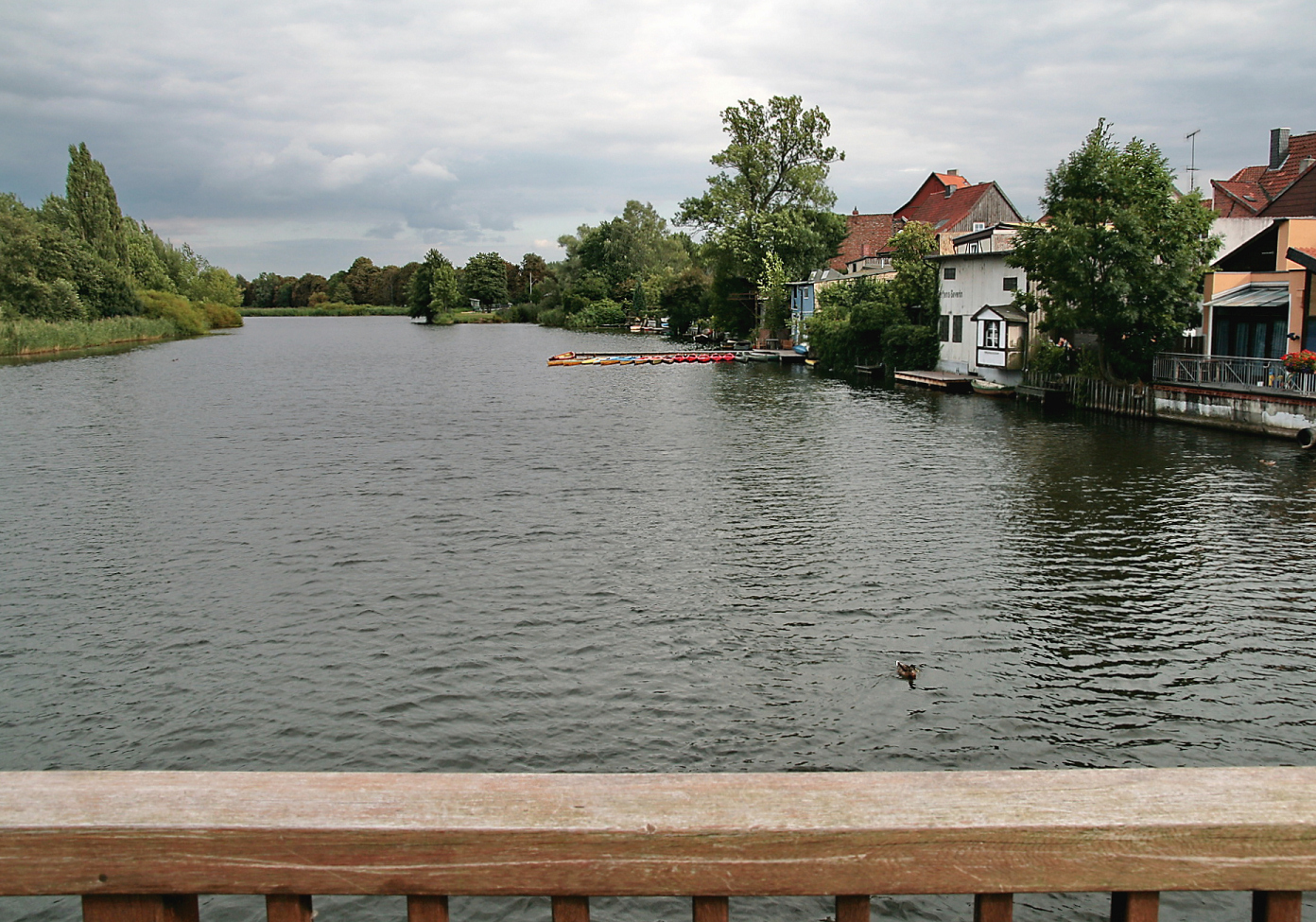
Blick über das hölzerne Brückengeländer Alleraufwärts, rechts eine Häusergruppe in Blumlage an der Fritzenwiese

Die Pfennigbrücke wurde zur Zeit des Deutschen Kaiserreichs erstmals im Jahr 1900 errichtet als privat betriebene Holzbrücke über die Aller. Passanten mussten anfangs einen Pfennig Brückenzoll entrichten, später den doppelten Betrag, wie sich auch der Schriftsteller Hans Fallada erinnerte.
Mehrmals wurde die Pfennigbrücke durch Hochwasser zerstört, bis sie 1923 – kurz vor dem Höhepunkt der Deutschen Hyperinflation während der Weimarer Republik – ganz abgebrochen wurde. Erst 1925 wurde sie, wiederum als private Investition, neu errichtet.

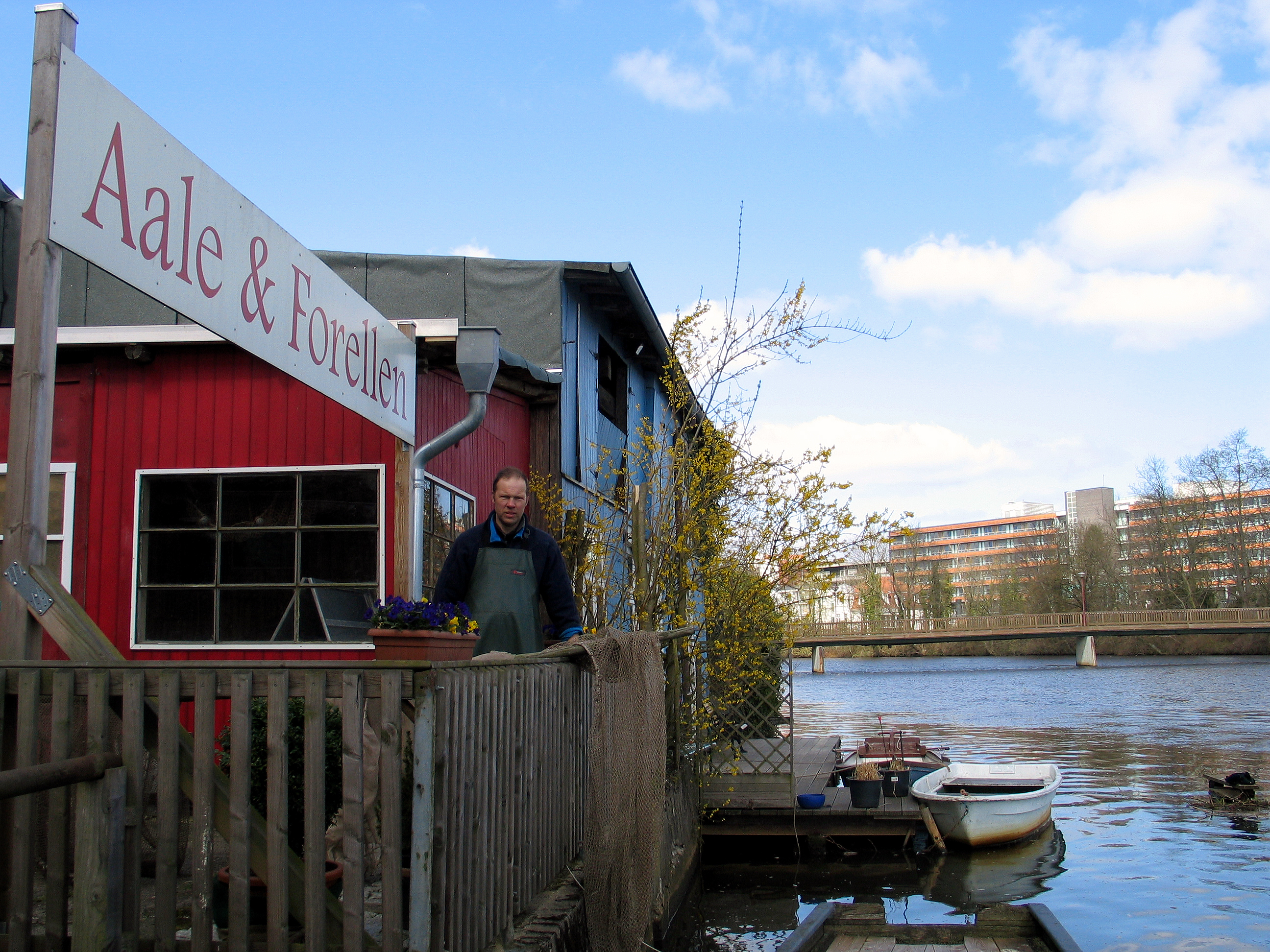
Blick vom Bootssteg der Fischerei Nölke zur Pfennigbrücke, im Hintergrund das Allgemeine Krankenhaus Celle (AKH Celle)

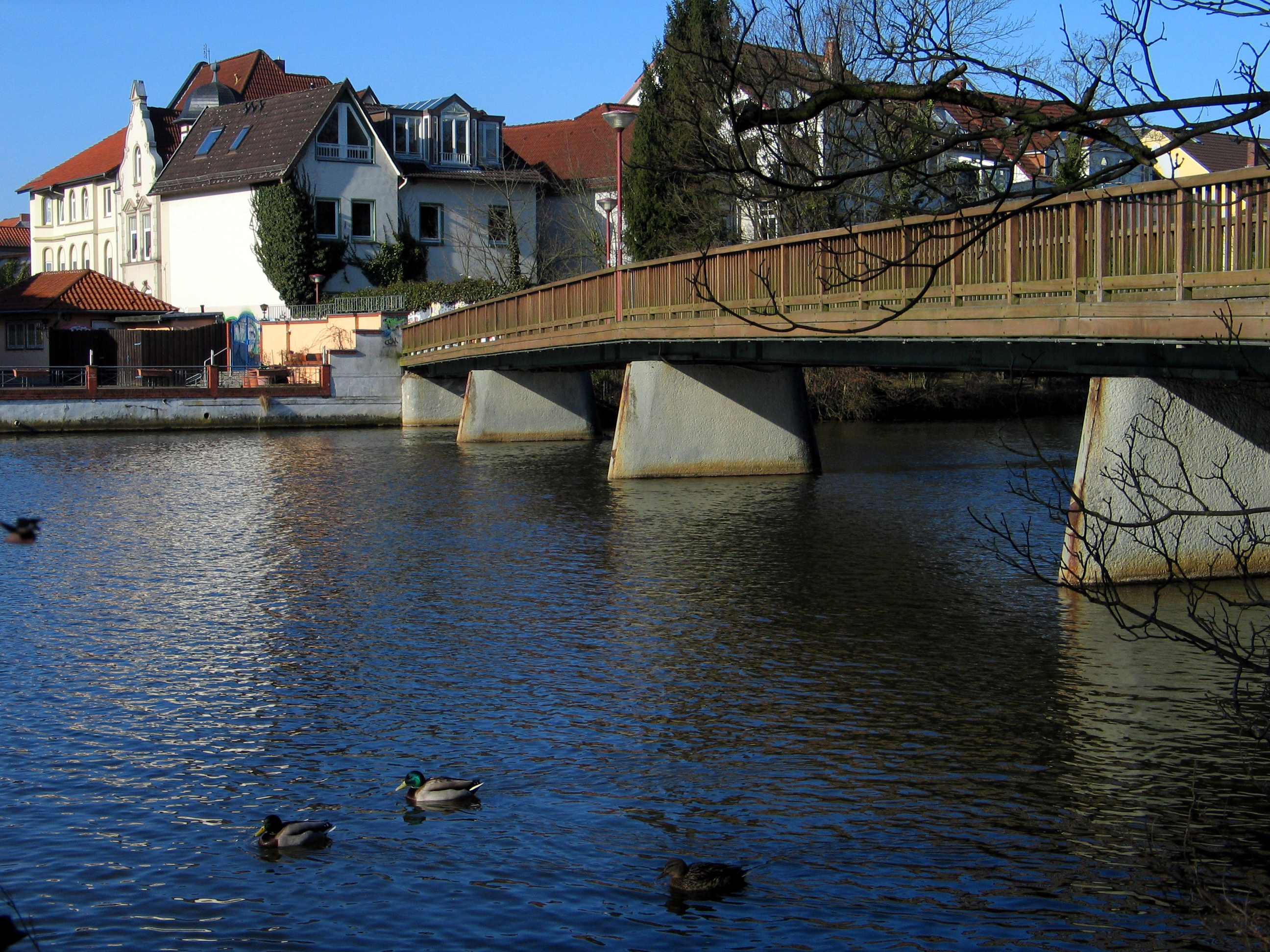
Pfeiler aus Beton trotzen bei Hochwasser dem Wasserdruck

Zur Zeit des Nationalsozialismus und während des Zweiten Weltkriegs wurde die Pfennigbrücke Eigentum der Stadt Celle, die die hölzerne Brücke in den Wirtschaftswunderjahren 1952 durch eine Brücke aus Beton ersetzte.
An den ehemals zu zahlenden Brückenzoll erinnert seit 2014 ein durch das Bundesministerium für Familie, Senioren, Frauen und Jugend im Rahmen des Bundesprogramms „Toleranz fördern – Kompetenz stärken“ gefördertes Kunstwerk, das von dem Verein atelier 22 im Rahmen integrativer Stadtteilarbeit gemeinsam mit Jugendlichen angefertigt wurde. Auf der Grundlage einer verpixelten Fotografie vom gegenüberliegenden Ufer wurden die Mauern am Aufgang zur Pfennigbrücke bunt bemalt und mit gemalten Münzen versehen. 2014 wurde das Kunstwerk – nachdem es vor Fertigstellung durch Farbsprüher vandaliert worden war – im Beisein der Ortsbürgermeisterinnen Gudrun Jahnke und Katja Hufschmidt-Bergmann eingeweiht.
In jüngerer Zeit wurde auf der Brücke eine Beleuchtungsanlage installiert mit Farbwechseln der Lichtinstallation.